# Sulice (powiat Praga-Wschód)
Zasugerowano, aby zintegrować ten artykuł z artykułem Sulice (Czechy). Nie opisano powodu propozycji integracji.
Sulice – wieś i gmina w Czechach, w powiecie Praga-Wschód, w kraju środkowoczeskim. Według danych z dnia 1 stycznia 2013 liczyła 1 515 mieszkańców.